# Si Suriyothai

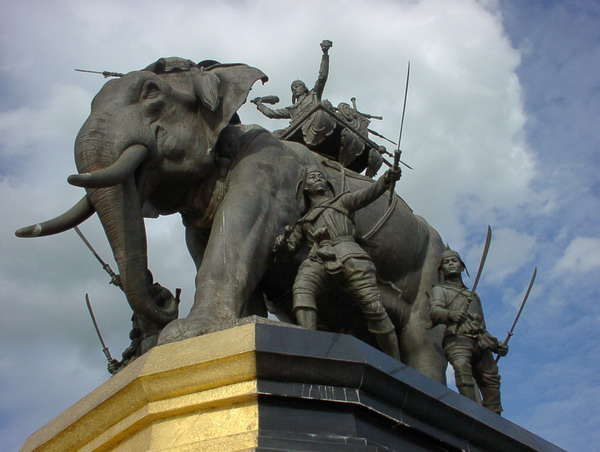
Si Suriyothai

Si Suriyothai, född 1511, död 1548, var drottning av Ayutthaya (Thailand) som gift med kung Maha Chakkraphat. Hon har status som en nationalhjältinna i Thailand, och är berömd för att ha dött i strid under det burmesisk-siamesiska kriget medan hon försvarade sin make och sitt land.

## Biografi
Suriyothai gifte sig med den blivande kung Maha Chakkraphat, då kallad prins Tien, under den tid då han tjänstgjorde i sin brorson kung Yodfas förmyndarregering 1546-48. Han var då sin före detta svägerska kungamodern Si Suda Chans medregent. 1548 avgick han och gick i kloster sedan kungens mor, enligt den officiella versionen, ska ha försökt förföra honom, eftersom han ville vara trogen sin hustru. Si Suda Chan lät samma år döda sin son och uppsätta sin älskare Khun Worawongsathirat på tronen. Detta ledde till att Maha Chakkraphat uppsattes på tronen i en kupp med Suriyothai som drottning. 
Sex månader efter tronbestigningen invaderades Thailand av kung Tabinshwehti av Burma. Kung Maha Chakkraphat och drottning Suriyothai red ut på krigselefanter i spetsen på den thailändska armén för att möta invasionsarmén. Även deras två söner kronprins Ramesuan och prins Mahin och deras dotter prinsessan Boromdhilok följde med, sönerna på var sin elefant, och dottern, som ännu var liten, med sin mor. Samtliga medlemmar i familjen, även kvinnorna, var klädda i uniform och rustning.   
När armén mötte fiendearmén ledd av den burmesiske vicekungen av Prome, möttes de två befälhavarna, vicekungen och kungen, i ensam strid framför sina arméer, enligt sed. Under striden blev dock Maha Chakkraphats elefant skrämd och rusade åt sidan, och burmesen satte av efter honom. Drottningen spärrade då hans väg med sin egen elefant och engagerade burmesiske befälhavaren i strid i makens ställe. Han besegrade henne och dödade både henne och hennes dotter. 
Kungen lyckades sedan samla ihop armén och leda den mot burmeserna, som besegrades.    